# Puria
Puria ist eine Fraktion der italienischen Gemeinde Valsolda in der Provinz Como, Region Lombardei.

## Geographie
Puria liegt in den Luganer Voralpen auf 504 m s.l.m. oberhalb des nordöstlichen Arms des Luganer Sees zwischen Lugano und Porlezza nur wenige Kilometer von der Grenze zwischen Italien und der Schweiz entfernt. In dem vom Tourismus geprägten Bergdorf mit seinen zahlreichen Ferienwohnungen lebten 2022 314 Einwohner.
Puria grenzt an die Fraktionen Loggio, Drano, Dasio und Castello, die alle zur Gemeinde Valsolda gehören.

## Geschichte
Im Ort wurde ein Schatzkästchen des Kaisers Maurizius gefunden mit byzantinischen Geldstücken vom Ende des 6. Jahrhunderts.
Die Gemeinde Puria, die als eine der Zwölf Terre des Valsolda aufgeführt wurde und somit der Jurisdiktion der Erzbischöfe von Mailand unterstand, hatte bereits im 13. Jahrhundert eigene Vertreter im Generalrat des Tals, wie aus dem Text der Statuten des Tals hervorgeht. Bereits in der zweiten Hälfte des 16. Jahrhunderts ernannte die Gemeinde zwei ihrer Vertreter für den Talrat, wie aus einer öffentlichen Urkunde vom 20. Juli 1582 hervorgeht, die vom Notar Marco Antonio Bellino unterzeichnet wurde. Die Akte enthält das Protokoll des Rates der Gemeinden und Männer von Valsolda, an dem unter anderem Giovanni Angelo Muttonus und Pietro de Calegarijs teilnahmen, „ambo consiliarij comunis et hominum Purie“.
Während der spanischen Regierung (16. und 17. Jahrhundert) hatte es, wie alle anderen Dörfer im Tal, begrenzte Befugnisse bezüglich der praktischen Bedürfnisse des gewöhnlichen Lebens, die meisten öffentlichen Entscheidungen wurden jedoch gemeinsam vom Generalrat von Valsolda behandelt. Die Verwaltung der Gemeinde wurde, wie für alle Gemeinden in Valsolda, durch die Talstatuten geregelt. Insbesondere musste jeder Mann den Nachbarschaften und Räten beiwohnen, wenn er vom Diener des Tals oder seinem Boten vorgeladen wurde, unter Androhung einer Geldstrafe
Die Gemeinde hatte einen console, „der die seiner Gemeinde zustehenden Abgaben einzieht und die in ihrem Gebiet begangenen Verbrechen feststellt“. Der Konsul musste seiner in einem speziellen Kapitel des Statuts genau festgelegten Verpflichtung zur Denunziation innerhalb von zehn Tagen nachkommen. Außerdem entsendet jede Gemeinde des Tals „einen oder zwei Ratsmitglieder, die alle die Universität vertreten, wie es ihre Statuten vorschreiben. Und sie wählen den Bürgermeister im Tal und schicken alles, was die Interessen der Universität betrifft“.
In napoleonischer Zeit wurde es mit seinen 188 Einwohnern gegen seinen Willen mit der Gemeinde Albogasio fusioniert (Dekret vom 8. Juni 1805). Die Wiederherstellung der Autonomie erfolgte 1816 nach der Gründung des Königreichs Lombardo-Venetien. 1853 bei der Einigung Italiens hatte das Dorf Puria 237 Einwohner, 240 im Jahr 1861, und die neue Gemeinde nahm 1862 den Namen Puria rechtmäßig wieder an.
Die Gemeinde Puria mit ihren 267 Einwohnern wurde im Jahr 1927 gegen ihren Willen mit den Gemeinden Albogasio, Cressogno, Dasio, Drano und Castello (Valsolda) fusioniert; sie bilden die neue Gemeinde Valsolda.

## Sehenswürdigkeiten
- Kirche Santa Maria Assunta[4]
- Oratorium San Pietro
- Altarchitektonisches Waschhaus

## Persönlichkeiten
- Künstlerfamilie Pellegrini
  - Pellegrino Tibaldi, (1527 oder 1532–1592 oder 27. Mai 1596), eigentlich Pellegrino di Tibaldo de’ Pellegrini, Maler, Architekt besonders in Mailand.
  - Domenico Tibaldi (1541–1583), Bruder von Pellegrino, war ein italienischer Architekt, Maler und Kupferstecher des Manierismus tätig in Bologna.

- Künstlerfamilie Pozzi/Pezzi
  - Domenico Pezzi (genannt il Furgnico) (* um 1490 in Puria; † nach 25. Juni 1549 ebenda ?), Künstler. Maler tätig in Norditalien und im Kanton Tessin. Fresken in den Kirchen von Santa Maria del Sasso in Morcote (1513) und in Santa Maria dei Ghirli in Campione d’Italia (1514). Altarbild in der Kirche San Biagio in Bellinzona-Ravecchia (1520)[5][6]
  - Francesco Pozzi (* 1566 in Puria; † circa 1615 ebenda), Maler, tätig in der Kirche Santa Croce in Riva San Vitale, im Palazzo Della Croce, heute Houck und in der Kirche San Rocco in Lugano[7][8][9]
  - Giovan Pietro Pozzi (* um 1568 in Puria; † nach 1622 ebenda), Maler, tätig in der Kirche Santa Croce in Riva San Vitale, im Palazzo Della Croce, heute Houck und in der Kirche San Rocco in Lugano[10][11]
  - Marco Antonio Pozzi (* um 1568 in Puria; † nach 1615 ebenda), Maler, tätig in der Kirche Santa Croce in Riva San Vitale, im Palazzo Della Croce, heute Houck und in der Kirche San Rocco in Lugano[12][13]
  - Salvatore Pozzi (* 1595 in Puria; † 1681 ebenda), Maler[14]

- Pietro Gilardoni (* 1763 in Puria; † 24. Mai 1839 in Mailand), Architekt[15]